# Blecaute no Nordeste do Brasil em 2011

Mapa do Brasil indicando os estados atingidos destacados em verde.

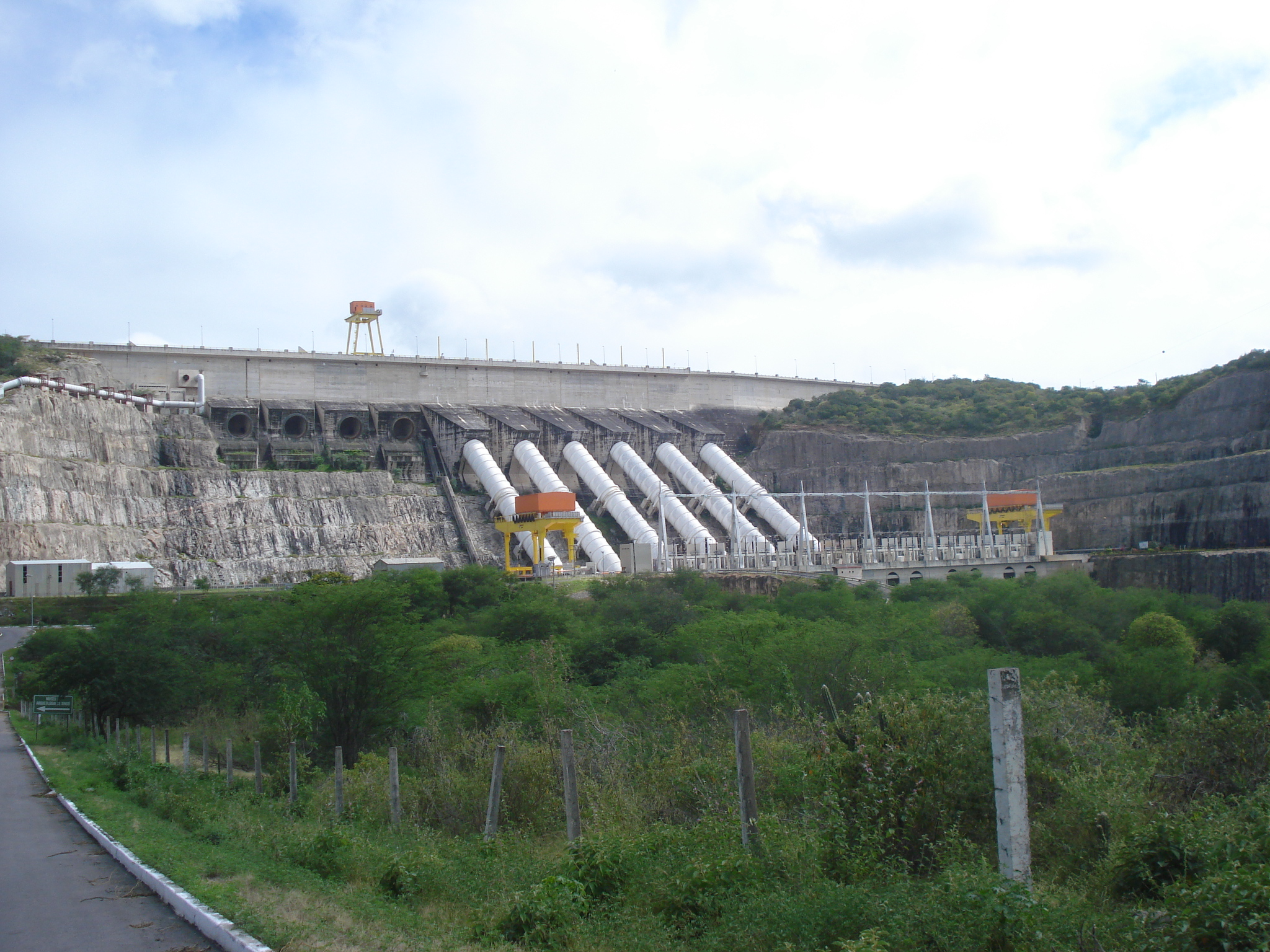
A hidrelétrica de Xingó sofreu os efeitos secundários da interrupção de energia

Uma interrupção de energia no Nordeste do Brasil ocorreu na noite do dia 3 de fevereiro até a madrugada de 4 de fevereiro de 2011. O blecaute de energia elétrica atingiu todos os estados do nordeste brasileiro, exceto o Maranhão e foi provocado, segundo a Eletrobras Chesf, por uma pane em uma linha de transmissão na subestação Luiz Gonzaga, localizada no município de Jatobá, no sertão de Pernambuco.

## O blecaute
O apagão começou por volta das 23h30min horário local e alguns estados só tiveram a situação normalizada às 4 horas da manhã. A falta de energia elétrica afetou oito estados do Nordeste, e em pelo menos dois estados afetou o abastecimento de água.
O ministro de minas e energia, Edison Lobão, evita usar a palavra apagão, e afirmou que houve apenas uma interrupção temporária de energia.

## As causas
Um problema em um dos componentes eletrônicos da subestação de Itaparica enviou um falso comando para desligar o sistema, fazendo com que, seis linhas de alta tensão fossem prejudicadas, já que o sistema está conectado em cadeia e para protegê-lo, foi mandado um comando para o desligamento das usinas de Paulo Afonso, na Bahia, Itaparica, em Pernambuco e Xingó, entre Alagoas e Sergipe.

## Consequências
Problemas como paralisação no funcionamento de caixas eletrônicos, telefones e fornecimento de água foram registrados em vários esses estados da região. O evento também comprometeu parte do fornecimento de energia do Pólo Petroquímico de Camaçari e causou a interrupção de operações no Aeroporto Internacional de Natal. Saques e outros fatos isolados também foram registados no Recife.